# Kategoria Superiore 2018/19
Die Kategoria Superiore 2018/19 war die 80. Spielzeit der höchsten albanischen Spielklasse im Männerfußball. Sie begann am 17. August 2018 und endete am 30. Mai 2019 mit dem 36. Spieltag.
Titelverteidiger war KF Skënderbeu Korça. Aufgestiegen waren KF Tirana und KS Kastrioti Kruja, die die abgestiegenen Vereine KS Vllaznia Shkodra und KS Lushnja ersetzten.
Mit dem Ende des viertletzten Spieltages der Saison stand der FK Partizani Tirana als Meister fest. Für den Club aus der albanischen Hauptstadt war es der sechzehnte Titel und der erste nach 1993, zugleich bedeutete dieser die Teilnahme an der ersten Qualifikationsrunde der UEFA Champions League 2019/20.
Als erster Absteiger stand KS Kamza fest, die mehrere Spieltage vor Saisonende deutlich abgeschlagen den letzten Tabellenplatz belegten. Zweiter Absteiger wurde Kastrioti Kruja.
Beim Derby der Klubs KF Tirana und FK Partizani Tirana im März 2019 war mit Emanuela Rusta erstmals eine Linienrichterin bei den Männern der Kategoria Superiore im Einsatz.

## Vereine
| Verein                   | Logo                       | Stadt       | Stadion                 |
| ------------------------ | -------------------------- | ----------- | ----------------------- |
| KF Skënderbeu Korça      | Logo Skënderbeu Korça      | Korça       | Skënderbeu-Stadion      |
| KS Kamza                 | Logo Kamza                 | Kamza       | Kamza-Stadion           |
| FK Partizani Tirana      | Logo Partizani Tirana      | Tirana      | Selman-Stërmasi-Stadion |
| KF Tirana                | Logo KF Tirana             | Tirana      | Selman-Stërmasi-Stadion |
| FK Kukësi                | Logo Kukësi                | Kukës       | Zeqir-Ymeri-Stadion     |
| KS Flamurtari Vlora      | Logo Flamurtari Vlora      | Vlora       | Flamurtari-Stadion      |
| KS Teuta Durrës          | Logo Teuta Durrës          | Durrës      | Niko-Dovana-Stadion     |
| KS Luftëtari Gjirokastra | Logo Luftetari Gjirokastra | Gjirokastra | Stadion Gjirokastra     |
| KF Laçi                  | Logo Laçi                  | Laç         | Laç-Stadion             |
| KS Kastrioti Kruja       | Logo KS Kastrioti Kruja    | Kruja       | Kastrioti-Stadion       |

## Abschlusstabelle
| Pl. | Verein                       | Sp. | S  | U  | N  | Tore    | Diff. | Punkte |
| --- | ---------------------------- | --- | -- | -- | -- | ------- | ----- | ------ |
| 1.  | FK Partizani Tirana          | 36  | 20 | 10 | 6  | 045:210 | +24   | 70     |
| 2.  | FK Kukësi                    | 36  | 17 | 8  | 11 | 042:290 | +13   | 59     |
| 3.  | KS Teuta Durrës              | 36  | 15 | 12 | 9  | 043:360 | +7    | 57     |
| 4.  | KF Skënderbeu Korça (M, P) 1 | 36  | 17 | 4  | 15 | 045:300 | +15   | 55     |
| 5.  | KS Flamurtari Vlora 2        | 36  | 15 | 9  | 12 | 035:320 | +3    | 54     |
| 6.  | KF Laçi                      | 36  | 12 | 13 | 11 | 033:300 | +3    | 49     |
| 7.  | KF Tirana (N)                | 36  | 12 | 11 | 13 | 044:350 | +9    | 47     |
| 8.  | KS Luftëtari Gjirokastra     | 36  | 13 | 8  | 15 | 037:390 | −2    | 47     |
| 9.  | KS Kastrioti Kruja (N)       | 36  | 12 | 6  | 18 | 035:530 | −18   | 42     |
| 10. | KS Kamza 3                   | 36  | 4  | 5  | 27 | 013:660 | −53   | 17     |

Platzierungskriterien: 1. Punkte – 2. Direkter Vergleich (Punkte, Tordifferenz, geschossene Tore) – 3. Tordifferenz – 4. geschossene Tore

| (M) | amtierender albanischer Meister     |
| (P) | amtierender albanischer Pokalsieger |
| (N) | Neuaufsteiger                       |

## Kreuztabelle
| Spieltage 1–18        | KF Skënderbeu Korça | FK Partizani Tirana | FK Kukësi | KS Luftëtari Gjirokastra | KS Teuta Durrës | KF Tirana | KS Flamurtari Vlora | KF Laçi | KS Kamza | KS Kastrioti Kruja |
| --------------------- | ------------------- | ------------------- | --------- | ------------------------ | --------------- | --------- | ------------------- | ------- | -------- | ------------------ |
| Skënderbeu Korça      |                     | 1:0                 | 1:0       | 2:3                      | 0:1             | 1:1       | 1:0                 | 1:1     | 2:0      | 1:0                |
| Partizani Tirana      | 0:2                 |                     | 0:0       | 2:1                      | 3:0             | 2:1       | 2:0                 | 1:0     | 1:0      | 1:0                |
| FK Kukësi             | 1:0                 | 0:1                 |           | 1:0                      | 1:1             | 3:1       | 1:2                 | 1:1     | 1:0      | 2:0                |
| Luftëtari Gjirokastra | 0:2                 | 1:1                 | 0:1       |                          | 3:1             | 2:1       | 0:1                 | 0:1     | 1:0      | 0:1                |
| Teuta Durrës          | 2:0                 | 1:1                 | 0:1       | 1:0                      |                 | 2:1       | 0:0                 | 1:1     | 1:0      | 2:0                |
| KF Tirana             | 1:1                 | 0:1                 | 0:0       | 3:1                      | 0:0             |           | 1:0                 | 0:1     | 0:1      | 4:0                |
| Flamurtari Vlora      | 0:2                 | 1:0                 | 1:0       | 0:0                      | 1:1             | 1:0       |                     | 1:0     | 1:0      | 4:0                |
| KF Laçi               | 2:0                 | 0:0                 | 0:1       | 2:1                      | 0:3             | 2:1       | 1:0                 |         | 0:0      | 2:1                |
| KS Kamza              | 1:0                 | 0:1                 | 0:2       | 1:0                      | 1:3             | 1:1       | 2:2                 | 0:1     |          | 2:0                |
| KS Kastrioti Kruja    | 0:3                 | 1:2                 | 1:2       | 0:2                      | 0:4             | 2:3       | 1:0                 | 1:1     | 3:0      |                    |

| Spieltage 19–36       | KF Skënderbeu Korça | FK Partizani Tirana | FK Kukësi | KS Luftëtari Gjirokastra | KS Teuta Durrës | KF Tirana | KS Flamurtari Vlora | KF Laçi | KS Kamza | KS Kastrioti Kruja |
| --------------------- | ------------------- | ------------------- | --------- | ------------------------ | --------------- | --------- | ------------------- | ------- | -------- | ------------------ |
| Skënderbeu Korça      |                     | 0:1                 | 1:0       | 2:0                      | 0:2             | 1:2       | 2:0                 | 2:1     | 00:3 3   | 4:0                |
| Partizani Tirana      | 2:0                 |                     | 1:1       | 1:3                      | 3:0             | 2:1       | 3:1                 | 1:1     | 00:3 3   | 2:0                |
| FK Kukësi             | 0:3                 | 1:1                 |           | 3:0                      | 0:0             | 0:1       | 1:2                 | 0:0     | 3:2      | 3:1                |
| Luftëtari Gjirokastra | 1:0                 | 1:1                 | 3:2       |                          | 1:0             | 1:1       | 0:0                 | 1:0     | 00:3 3   | 1:5                |
| Teuta Durrës          | 2:2                 | 2:0                 | 2:1       | 0:0                      |                 | 1:3       | 1:1                 | 2:0     | 0:0      | 1:0                |
| KF Tirana             | 1:0                 | 0:0                 | 0:2       | 1:1                      | 1:1             |           | 3:0                 | 1:1     | 4:1      | 0:0                |
| Flamurtari Vlora      | 2:0                 | 0:3                 | 1:2       | 1:1                      | 3:1             | 1:0       |                     | 1:0     | 00:3 3   | 1:1                |
| KF Laçi               | 1:0                 | 1:0                 | 0:1       | 0:2                      | 5:0             | 1:3       | 0:0                 |         | 00:3 3   | 1:1                |
| KS Kamza              | 00:3 3              | 0:1                 | 00:3 3    | 00:3 3                   | 00:3 3          | 00:3 3    | 00:3 3              | 1:1     |          | 0:1                |
| KS Kastrioti Kruja    | 2:1                 | 1:1                 | 2:1       | 1:0                      | 2:1             | 1:0       | 2:0                 | 1:1     | 00:3 3   |                    |

## Torschützenliste
| Pl. | Spieler          | Mannschaft               | Tore |
| --- | ---------------- | ------------------------ | ---- |
| 01. | Reginaldo Faife  | FK Kukësi                | 13   |
| 02. | Edon Hasani      | KF Tirana                | 12   |
| 02. | Vasil Shkurtaj   | FK Kukësi                | 12   |
| 04. | Roger            | KS Kastrioti Kruja       | 10   |
| 04. | Ndricim Shtubina | KF Laçi                  | 10   |
| 06. | Latif Amadu      | KS Teuta Durrës          | 09   |
| 07. | Jasir Asani      | FK Partizani Tirana      | 08   |
| 07. | Dejvi Bregu      | KF Skënderbeu Korça      | 08   |
| 07. | Gjergji Muzaka   | KF Skënderbeu Korça      | 08   |
| 10. | Ismael Dunga     | KS Luftëtari Gjirokastra | 07   |
| 10. | Gerhard Progni   | KS Teuta Durrës          | 07   |
| 10. | Kallaku Sherif   | KS Teuta Durrës          | 07   |
| 10. | Bruno Telushi    | FK Partizani Tirana      | 07   |